# Зенит (часопис 1921)
Зенит је међународни месечник за уметност и културу, један од најзначајнијих авангардних часописа који је излазио на територији Југославије. Покренут је фебруара 1921. у Загребу, где је излазио до априла 1924, а затим у Београду до краја 1926, када је забрањен због текста „Зенитизам кроз призму марксизма”. У периоду од 1921. до 1926. године изашла су укупно 43 броја, разнородног идејног и стилског усмерења, различите типографије и ликовних решења, неуједначеног састава сарадника, али обележеног од почетка до краја авангардистичким расположењем, изразитом критиком друштвене и политичке ситуације, немилосрдним обрачуном са религиозним, грађанским и малограђанским вредностима. Представља гласило Зенитизма, једног од авангардних покрета који су настали двадесетих година 20. века у послератној Европи. Покретач и главни и одговорни уредник часописа био је песник, писац и критичар Љубомир Мицић (1895–1971), Србин из Хрватске.
Био је интернационалног карактера по темама и идејама које је заступао и сарадњи са познатим уметницима и гласилима готово целокупне европске авангарде. У часопису Зенит објављивани су текстови на српском, хрватском, немачком, холандском и мађарском језику, као и на есперанту. Штампан је на латиничном и ћириличном писму, уз оригиналне прилоге на страним језицима. Био је у потпуности посвећен авангардној уметности - књижевности, сликарству и музици.
Постоји микрофилм, репринт и фототипско издање. Репринт часописа су 2008. године објавили Српско културно друштво "Просвјета" из Загреба, Народна библиотека Србије и Институт за књижевност и уметност из Београда. Зенит је дигитализован и може се читати на сајту Народне библиотеке Србије. Поводом стогодишњице у фебруару 2021. је приређена изложба посвећена овом часопису у Београду у Галерији Рима.
У оквиру споразума између Народне библиотеке Србије и Конгресне библиотеке у Вашингтону о приступању пројекту Светске дигиталне библиотеке одлучено је да Мирослављево јеванђеље и часопис Зенит  буду прве колекције из Србије које ће чинити део Светске дигиталне библиотеке.

## Историја
Када је 1921. године покренуо часопис Зенит, Мицић је запањујуће брзо изазвао пажњу светских авангардистичких кругова. Лист је окупио не само неке од најкреативнијих стваралаца који су стварали у тадашњој Краљевини Срба, Хрвата и Словенаца , већ и завидан број интернационалних имена, од којих су многи били у непосредном контакту са Мицићем. Интернационални карактер часописа, и намера да се прилозима покрију сви облици нове уметности (књижевност, сликарство, архитектура, филм, позориште...) привлачили су овом листу бројне ствараоце, али су многи од њих брзо прекидали сарадњу, углавном захваљујући Мицићевој веома строго зацртаној визији, и бунтовној природи која га је доводила у сукоб како са другим уметницима тако и са влашћу.
Мицић је часопис "Зенит" основао у Загребу, са братом Бранком (употребљавао је псеудоним Ве Пољански), такође изванредним авангардистом, који је нешто раније исте године објавио једини број часописа Светокрет. Мицићева нарав је брзо довела до конфликтних ситуација у Загребу. Дошао је у сукоб са многим хрватским књижевницима и књижевним критичарима. После бројних полемика, а затим и забране његове књиге Стотину вам богова, Мицић се сели у Београд, где наставља са објављивањем часописа Зенит. У 25. броју Зенита, првом који је објављен у Београду, Мицић пише:
| „ | Човечанство може да се уједини само заједничким радом, на заједничком делу – за заједнички циљ. Ево: нас уједињује нова уметност. Колико једноставно и колико парадоксално! Али за све наше уметничке заслуге ми смо у овој земљи обилно награђени од Триглава до Тимока – клеветама, да смо ‘плаћеници’ – денунцијама, да смо ‘опасни по државу’ – глупостима, да смо ‘велеиздајници’ – свирепошћу, да смо ‘Аустријанци’ – завистима, да смо ‘хохштаплери’ и др. Истина је, ми смо опасни по државу културних скоројевића, сликарских дилетаната и песничких плагијатора, односно свију празних тиква и шупљих глава, што се коче на смрдљивим параграфима. | ” |

Током свог београдског бављења Мицић такође наилази на разочарања. Његово смело настојање да представи Прву међународну изложбу нове уметности у Београду, у Сали "Станковић", у априлу 1924, није изазвало очекивано разумевање, како пише у чланку објављеном у Зениту.

### Забрана часописа
Године 1925, у једном од наступа разочараности, Мицић је написао запис под именом "Хвала ти Србијо лепа", у ком је описао сво своје разочарење у српско друштво и власт:
| „ | Дуго сам сневао о теби. Цело болно детињство и целу мукотрпну младост – ратова и револуција... А данас?... Заблуде празног национализма и моји снови о генију моје расе, разбијени су грубо и свирепо. Ти си их разбила, ти си их сама уништила својом масном песницом. (Нема генијалних раса – има само генијалних људи!) Истина је, био сам суманут после првог судара. Јер најтеже је поднети од онога кога се највише воле. А ја сам те дуго волео, јер су те толики презирали и мрзели, гори од тебе. Па ипак, освестио сам се оснажен и узвишен. Победио сам те у себи и прегорео у зору једног летног дана, у близини неба, у близини месеца, под оним истим звездама, које од искона падају над мојим Балканом. Хвала ти, Србијо лепа! ... Не замери Србијо: ја не могу да ласкам твојој умишљеној лепоти, као твоји припузи и пеликани. Ја не умем да музем стеоне државе. Ја нисам твој стрвинар ни твој сисавац. Ја сам само песник, слободан и нов... Зашто смо ти мрски сви ми, који не умемо да пужемо испред твојих ногу? ... Најзад, зашто су жандарми и политичке партије и њихово законито чедо корупција – срж твоје културе и цивилизације? Уа! ... Љуто нас пеку све твоје патње и твоји болови... А слава твоје дичне демократије доводи нас до најдубљих очајања... Хвала ти Србијо лепа! | ” |

Године 1926, 43. број Зенита објављује чланак "Зенитизам кроз призму марксизма", потписан псеудонимом М. Расинов. Постојале су сумње да се иза овог псеудонима крио сам Мицић, али је он то касније негирао. Текст је учинио да лист буде забрањен због "комунистичке пропаганде", по Закону о заштити државе. Чак иако је у истом броју Мицић објавио чланак назван "Легенда о мртвом покрету", у којем стоји: "Марксисти и други левичари, у односу према зенитизму, реакционарни су до запрепашћења. Недовољно васпитани и за оно што би они сами хтели да буду, они се такође подсмевају зенитизму, као и буржоазија, против које се они тобоже боре... Они се чак и не труде да васпитају своје ‘ново’ биће, јер – политика је преча од свега", полиција је издала решење о хапшењу Мицића, који је побегао кроз задња врата.
Политичке оптужбе присилиле су Мицића да у ноћи између 15. и 16. новембра 1926. напусти Београд и преко Загреба и Сушака побегне у Ријеку, која је тада била италијански град. У Ријеци бива ухапшен 17. новембра, због тога што није поседовао лична документа, завршивши у затвору, где је остао до 23. новембра, када је пуштен, уз посредовање италијанског књижевника Филипа Томаза Маринетија. Успева да настави пут 14. јануара 1927. Одлази у Француску, настанивши се у Паризу, где ће објавити чак неколико значајних књига на француском. Вратио се у Београд 1936. године. Током другог светског рата није учествовао у јавном и уметничком животу. Последње деценије живота провео је на рубу егзистенције у малом стану у Београду, окружен драгоценим авангардним делима и часописима. Умро је у старачком дому у Качареву крај Панчева, 1971. године.

## Концепт часописа
Мицићева уметничка концепција, зенитизам, у почетку је била у потпуности ослоњена на експресионизам, да би временом прихватила и дадаистичке, футуристичке и надреалистичке елементе. Постепено је обликовао и концепцију „барбарогенија” као противтежу „замореној” западној култури, коју је у својим текстовима назива, између осталог, „надувеном жабом”. Мицић је створио часопис оригиналног програма и поетике, националног и интернационалног нивоа и значаја. Програм „Зенита“ супротставља се европској традицији и еуроцентричности уопште, у име вредности изграђених на претпоставкама унутрашње обнове човека и превладавања спољашње материјалности унутрашњим садржајима. Визија нове и уједињене Еуропе прокламује се манифестом који у 10. броју „Зенита“ заступа идеју њене балканизације, предвођене ускрснулим „Барбарогенијем” – унутрашњом инкарнацијом југобалканског човека-хероја, и афирмацију докултурних, архајских и исконских облика мишљења и приказивања. Зенит тиме постаје програмско гласило разноврсне форме (плакатна издања, фолио-формати, каталог, итд.) и пропаганде која је уз летке укључивала и чувене Зенитистичке вечери у Загребу, Берлину, Минхену, Паризу и другим градовима. Часопис је неговао наглашену тежњу ка новинама и антимиметизму у ликовним уметностима, прокламовао је осамостаљену реч у поезији, био под јаким утицајем нових медија и уметничких дисциплина, пре свега радија, рекламе, филма, џеза и фотографије. Зенитистичко стваралаштво је било сродно савременим авангардним покретима – експресионизму и дадаизму, футуризму и конструктивизму, и у неким видовима се с њима поклапало.
Зенит је излазио са повременим застојима, како због организационих и материјалних проблема, тако и због судских и полицијских осуда. Ове повремене прекиде у излажењу часопис је наглашавао редовним посветама својих издања. Фебруарски број бивао је посвећен футуризму, а октобарски Октобарској револуцији.
Неке од Мицићевих ставова којима се водио одсликава и текст који је објавио на првој страни, у првом броју Зенита:
| „ | Сабласт црвене фурије рата ископала је својим злочиначким панџама гробља за све нас – за милијуне људи. Један мртвац на два војника. Не заборавимо никад, да је убијено 13 милијуна људи у прошлом деценију, од беде је умрло десет милијуна, а ослабљено 150 милијуна. А ми што остадосмо као последња стража, носимо заједнички бол под срцем, заједничку душу очаја, заједнички протест: Никада више рата! Никада! Никада!... Човек – био је створен да буде Бог – а убијан је као стока на клаоници. | ” |

## Уредништво, редакција и сарадници
Власник, издавач и одговорни уредник Зенита био је Љубомир Мицић, а уредник Иван Гол (Ivan Goll). Уредништво у Београду заступао је Бошко Токин, у Прагу Виргил Пољански (Мицићев брат Бранко), у Паризу Растко Петровић, а „руско издање“ потписивали су Иља Еренбург и Ел Лисицки.
Зенит је својом платформом и естетским програмом, посебно типографским решењима, окупио све релевантне југославенске и многе међународне ауторе. Међу сарадницима су повремено били и Станислав Винавер, Милош Црњански, Маријан Микац, Драган Алексић, Станислав Краков, Вилко Гецан, Драган Бублић, Јосиф Клек, Франце Краљ, Албин Чебулар, као и завидан број интернационалних имена, од којих су многи били у непосредном контакту са Мицићем - Василиј Кандински, Казимир Маљевич, Александар Блок, Август Чернигој, Валтер Гропијус Александар Архипенко, Филипо Томазо Маринети, Руђеро Вазари, Софронио Покарини, Робер Делоне, Лајош Кашак, Ласло Мохољи Нађ, Карл Ајнштајн, Јосеф Калмер и многи други значајни представници авангарде двадесетих. Прилози су су објављивани на изворним језицима аутора.
Сарадња са најистакнутијим српским модернистима (Растко Петровић, Станислав Винавер, Душан Матић, Милош Црњански, Станислав Краков) била је краткотрајна. Раскид сарадње  изазвало је објављивање Манифеста зенитизма јуна 1921, чији су аутори Љубомир Мицић, Иван Гол и Бошко Токин.

## Издавачка делатност
Поред часописа, као главног извора зенитистичких идеја, постојала је Библиотека „Зенит“, која је објављивала књиге сарадника: Мицића, Гола, Пољанског, Маријана Микца и анонимног аутора дела под називом „Метафизика ничега”. Велики издавачки подухват представљао је албум „Архипенко – Нова пластика”, са предговором Љубомира Мицића. У њему су назначени принципи зенитистичке скулптуре замишљене као немиметичке, нове форме инспирисане Архипенковим делима.
- Неколико насловних страна Зенита
- Зенит бр. 4 (мај 1921)
- Зенит бр. 7 (септембар 1921)
- Зенит бр. 11 (фебруар 1922)
- Зенит бр. 12 (март 1922)
- Зенит бр. 14 (мај 1922)

- Неколико насловних страна Зенита
- Зенит бр. 15 (јун 1922)
- Зенит бр. 17-8 (септембар-октобар 1922)
- Зенит бр. 25 (фебруар 1924) - први број објављен у Београду
- Зенит бр. 26-33 - октобарско издање 1924. године, објављено после 7 месеци паузе
- Зенит бр. 37 (новембар-децембар 1925)

## Светска дигитална библиотека
У априлу 2008. године потписан је споразум између Народне библиотеке Србије и Конгресне библиотеке у Вашингтону о приступању пројекту Светске дигиталне библиотеке. Ради се о врло амбициозном пројекту, дигиталном трезору Светске културне баштине. Одлучено је да Мирослављево јеванђеље и часопис „Зенит” буду прве колекције из Србије које ће чинити део Светске дигиталне библиотеке.